# Norra Vallgatan, Varberg

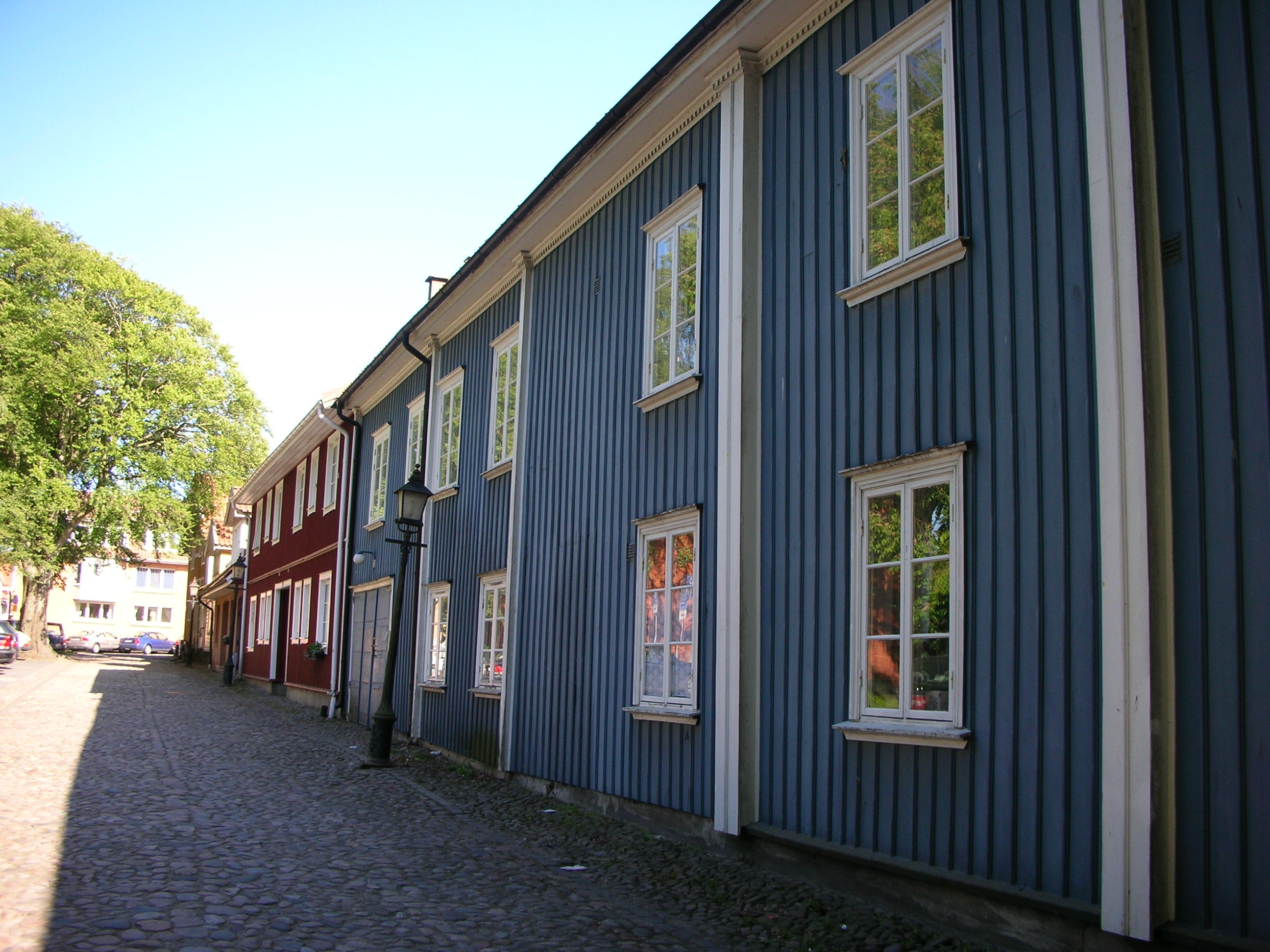
Norra Vallgatan.

Norra Vallgatan är en gata i Varberg. I det gatunät som ritades upp när Varberg flyttades till sitt nuvarande läge 1666 utgjorde Norra Vallgatan stadens norra gräns, därav namnet. Gatan utgör alltså gränsen mellan det egentliga centrum och Norra Förstaden.
Norra Vallgatan är den gata i Varberg som har den mest ålderdomliga karaktären. Den har en gammal beläggning av ålderdomliga kullerstenar. Vid gatans södra sida ligger ålderdomliga trähus i två våningar. I norr ligger en gymnastiksal i rött tegel som uppfördes för flickläroverket i slutet av 1800-talet.
Biltrafik är tillåten på Norra Vallgatan, men förekommer sällan.
Norra Vallgatan korsar sedan Östra Långgatan och sträcker sig in mellan Esplanaden och Kvarteret Postmästaren, ett byggnadskomplex i tegel som inrymmer delar av Varbergs kommuns administration. Här är gatan smalare och har mer karaktären av en gångbana. Denna sträcka är belagd med den typ av modernare gatsten som finns på nästan alla gator i centrala Varberg.
Totalt sett är gatan mindre än 200 meter lång.